# Dinh thự

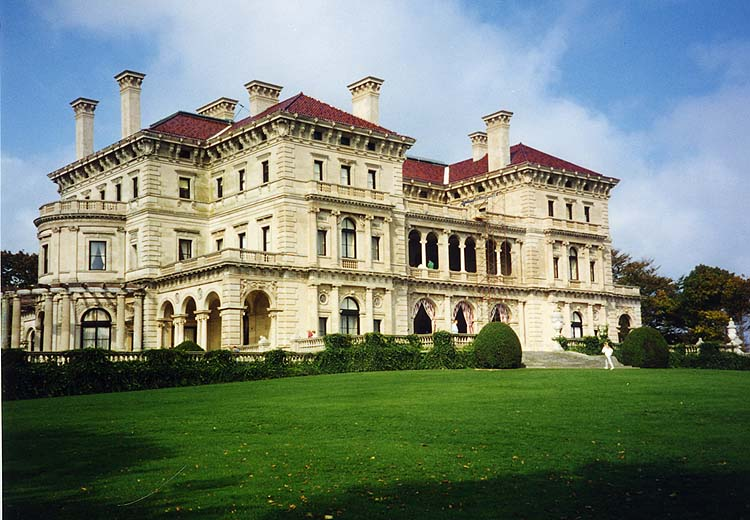
The Breakers, một dinh thự nổi tiếng ở Rhode Island, Hoa Kỳ.

Dinh thự (Tiếng Anh: Mansion) hiểu theo nghĩa phổ quát nhất là một ngôi biệt thự rất rộng lớn cả về diện tích đất và diện tích xây dựng. Khái niệm dinh thự xuất hiện vào khoảng thế kỷ thứ 15 ở Châu Âu. Dinh thự được xem là không gian sống xa hoa của tầng lớp cai trị, tầng lớp quý tộc thượng đẳng thời đó như Quan lại, Lãnh chúa, Những người đứng đầu giáo hội La Mã...
Ngoài công năng để ở và sinh sống cho một đại gia đình, dinh thự còn được xem như nơi trú ngụ an toàn cho vị chủ nhân vì dinh thự thường được thiết kế có lính canh, cận vệ và giai nhân sống quanh không gian sống của chủ nhân với mục đích phục vụ và bảo vệ sự an toàn cho gia chủ.
Về nơi xây dinh thự thường được chọn trên những triền đồi rộng, thoáng mát, có thể có hồ nước, một nơi an toàn, dễ phòng thủ. Nơi xây dinh thự có thể là phía ngoài ngoại ô, cách xa làng mạc có không gian thoáng mát và yên tĩnh, có cảnh quan đẹp và hùng vĩ là một lợi thế.
Dinh thự được xem là một cách khẳng định địa vị xã hội của chủ nhân. Với mục đích này dinh thự ngoài công năng để ở còn được xem như một xã hội sống thu nhỏ của chủ nhân và là nơi giới thượng lưu thăm viếng trao đổi công việc, dự yến tiệc... Ngoài không gian sống như phòng ngủ, phòng ăn, khu bếp... Dinh thự thường thiết kế có từ hai phòng khách trở lên tuỳ mức độ thân thiết của quan khách và quy mô tổ chức sự kiện. Bên cạnh đó dinh thự thường có các không gian sinh hoạt sau.

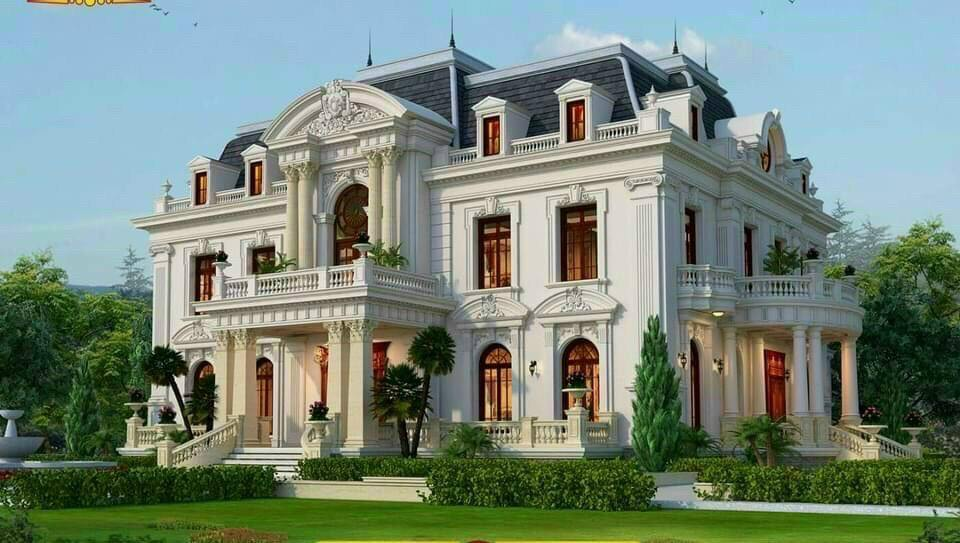
Mẫu dinh thự nguy nga tráng lệ nổi bật

- Mẫu dinh thự nguy nga tráng lệ nổi bậtKhông gian phòng tiệc trong nhà hoặc ngoài trời.
- Phòng sinh hoạt gia đình.
- Phòng khách riêng biệt để bàn công chuyện.
- Hầm rượu và kho.
- Phòng đọc sách, thư viện và phòng làm việc.
- Nhà hát nhỏ cho gia đình.
- Phòng cho người quản gia, giai nhân...

Về kiến trúc, dinh thự cổ đa phần ảnh hưởng bởi kiến trúc Gothic và trường phái kiến trúc cổ điển với mái vòn nhọn, hệ thống cột, ống khói, tượng và hệ thống trang trí tinh tế thể hiện địa vị và phong thái của chủ nhân. Thêm vào đó không gian vườn, cây xanh cũng được thiết kế rất cầu kỳ tạo nên vẻ bề thế cho dinh thự.